# Viktor Röthlin
Viktor Röthlin, född 14 oktober 1974 är en schweizisk friidrottare (långdistanslöpare).
Röthlin är specialist på maraton och har tagit tre medaljer vid mästerskap, dels silver vid EM 2006 och dels brons vid VM 2007. Röthlins personliga rekord är från 2007 i Zürich där han noterade 2:08,20.